# Brigid Balfour
Pour les articles homonymes, voir Balfour (homonymie).
Brigid Mary Balfour, née le 24 mai 1914 à Londres (Royaume-Uni) et morte le 1er mars 1994 à Hertfordshire, est une scientifique britannique, qui a étudié la morphologie cellulaire et l’ultrastructure en relation avec la fonction immunitaire. Elle fit avancer l'étude des cellules dendritiques, réalisant qu'elles sont dérivées des cellules de Langerhans et qu’elles jouent un rôle important dans l’initiation des réactions immunitaires.

## Biographie
Brigid Balfour naît en 1914 à St George's Hanover Square à Londres, d’Hylda Neige Paget et Archibald Edward Balfour. Son grand-père maternel était Sir Richard Horner Paget (en), un politicien et baronnet britannique.
En 1937, Balfour co-réalise Vitamins avec Geoffrey Innes, un documentaire sur la découverte de l’importance des vitamines sur la santé générale et les résultats de leur déficience.
Balfour commence sa carrière à l'Institut National pour la Recherche Médicale (en) (NIMR) en travaillant dans le domaine de la nutrition, dans le département des normes biologiques, en 1945. En 1957, elle devient membre du département nouvellement formé d’immunologie, travaillant pour John Humphrey, aux côtés de Brigitte Askonas et Walter Brocklehurst. Elle quitte l’institut en 1978.

## Publications
- (en) Dale E. McFarlin et Brigid Balfour, « Contact Sensitivity in the Pig », Advances in Experimental Medicine and Biology, vol. 29,‎ 1973, p. 539–544
- (en) Brigid Balfour, Jacqueline A. O'Brien, M. Perera, J. Clarke, Tatjana Sumerska et Stella C. Knight, « The Effect of Veiled Cells on Lymphocyte Function », Advances in Experimental Medicine and Biology, vol. 149,‎ 1982, p. 447–454

## Filmographie
- 1937 : Vitamins (co-réalisé avec Geoffrey Innes)

## Distinctions
- Membre du Collège royal de chirurgie